# Goin (Moselle)
Goin település Franciaországban, Moselle megyében. Lakosainak száma 352 fő (2022. január 1.). Goin Chérisey, Liéhon, Louvigny, Pagny-lès-Goin, Pommérieux, Pournoy-la-Grasse, Verny és Vigny községekkel határos.

## Népesség
A település népességének változása:
| Lakosok száma | 277  | 258  | 261  | 313  | 326  | 331  | 335  | 339  | 344  | 352  |
|               | 1968 | 1982 | 1990 | 2006 | 2013 | 2015 | 2017 | 2019 | 2020 | 2022 |